# ليساندو ألزوغاراي
ليساندرو ألزوغاراي (بالإسبانية: Lisandro Alzugaray) (17 أبريل 1990 في الأرجنتين - ) هو لاعب كرة قدم أرجنتيني في مركز الوسط.

## وصلات خارجية
- ليساندو ألزوغاراي على موقع قاعدة بيانات كرة القدم.إي يو (الإنجليزية)
- ليساندو ألزوغاراي على موقع Soccerway.com (الإنجليزية)